# Karl Twesten
Karl Twesten (23. april 1820 – 11. oktober 1870) var en tysk jurist og politiker, søn af August Detlev Christian Twesten.
Twesten blev dommer ved stadsretten i Berlin i 1855, og var dette indtil 1868. I 1861 rettede han et skarpt angreb på militærkabinettets chefgeneral Manteuffel i et flyveskrift ; dette pådrog ham en duel, hvori han fik sin højre arm knust. I 1862 blev han valgt til underhuset, og han blev snart en af Fremskridtspartiets ledere og var ordfører for vigtige udvalg, særlig om hærordningen.
Han søgte en løsning på grundlag af tjenestetidens nedsættelse til 2 år. Men efter krigen 1866 var han med til at grundlægge det nationalliberale parti og virke for et politisk forlig med regeringen, samt for gennemførelsen af den ny nordtyske forbundsforfatning. I den nordtyske rigsdag spillede han en vigtig rolle både ved forfatningens affattelse og ved hærspørgsmålets afgørelse.
Foruden skrifter om Schiller (1863) og Macchiavelli (1868) efterlod han sig et større værk: Die religiösen, politischen und sozialen Ideen der asiatischen Kulturvolker und der Ägypter (2 bind 1872—73).